# Arma (Népal)
Pour les articles homonymes, voir Arma.
Arma (en népalais : अर्मा) est un comité de développement villageois du Népal situé dans le district de Rukum. Au recensement de 2011, il comptait 4 022 habitants.